# Hans Joachim Schröder
Hans Joachim Schröder  (* 2. Oktober 1944 in Hohenholz bei Bad Oldesloe) ist ein deutscher Biografieforscher, Literaturwissenschaftler, Kulturwissenschaftler und Schriftsteller.

## Leben
Schröder schloss zunächst das Studium der Architektur in Braunschweig mit dem Vordiplom ab. Danach studierte er in Hamburg Literaturwissenschaft, Kunstgeschichte und Linguistik. 1976 promovierte er mit einer Untersuchung zur Reflexion des österreichischen Schriftstellers Heimito von Doderer. 1977/78 war er als wissenschaftlicher Mitarbeiter am Museum für Hamburgische Geschichte beschäftigt. Von 1978 bis 1988 arbeitete er an der Universität Hamburg in einem Projekt zur Erforschung der Lebensgeschichten von Großstädtern. 1989 habilitierte er sich mit einer Studie zur lebensgeschichtlichen Erfahrung von Mannschaftssoldaten im Zweiten Weltkrieg. Von 1992 bis 1997 führte er ein Projekt zur Biografieforschung an der Universität Bremen durch. Nach Abschluss eines Forschungsprojekts zum Thema "Technik als biografische Erfahrung" war er bis 2009 Mitglied des Kollegs Kulturwissenschaftliche Technikforschung an der Universität Hamburg. Seit 2005 ist er außerdem als freiberuflicher Biografienschreiber tätig.

## Schriften (Auswahl)
- Apperzeption und Vorurteil. Untersuchungen zur Reflexion Heimito von Doderers (= Beiträge zur Neueren Literaturgeschichte, 3. Folge, Band 28 ISSN 0179-4027), Carl Winter, Heidelberg 1976, ISBN 3-533-02546-2 / ISBN 3-533-02547-0 (Dissertation Universität Hamburg, Fachbereich Sprachwissenschaft, 1977, 474 Seiten Inhaltsverzeichnis).
- Kasernenzeit. Arbeiter erzählen von der Militärausbildung im Dritten Reich (= Campus Forschung, Band 470), Camus, Frankfurt am Main / New York, NY 1985, 316 Seiten, ISBN 3-593-33566-2.
- Die gestohlenen Jahre. Erzählgeschichten und Geschichtserzählung im Interview: Der Zweite Weltkrieg aus der Sicht ehemaliger Mannschaftssoldaten (= Studien und Texte zur Sozialgeschichte der Literatur, Band 37), Max Niemeyer, Tübingen 1992, ISBN 3-484-35037-7 (Habilitation Universität Hamburg 1992, VIII, 1028 Seiten).
- Max Landowski, Landarbeiter. Ein Leben zwischen Westpreußen und Schleswig-Holstein. Unter Mitarbeit von Maria Akingunsade, Markus Denkhaus, Ingrid Klaschinsky, Inga Nevermann, Thies Völker (= Lebensformen, Band 15) Dietrich Reimer, Berlin / Hamburg 2000, 294 Seiten, 13 Abbildungen, ISBN 3-496-02691-X.
- Interviewliteratur zum Leben in der DDR. Zur literarischen, biographischen und sozialgeschichtlichen Bedeutung einer dokumentarischen Gattung (= Studien und Texte zur Sozialgeschichte der Literatur, Band 83), Max Niemeyer, Tübingen 2001, 426 Seiten, ISBN 3-484-35083-0.
- Technik-Notizen. Autobiographische Einblicke in alltägliche Erfahrungen (1965 – 1999). Böhlau, Köln / Weimar / Wien 2005, 515 Seiten, ISBN 3-412-11305-0.
- Carl August Schröder: Lebensansichten eines Verlegers. Eine Biographie, aufgezeichnet von Hans Joachim Schröder. Böhlau, Köln / Weimar / Wien 2005, 280 Seiten, ISBN 3-412-24605-0.
- Technik als biographische Erfahrung 1930 - 2000. Dokumentation und Analyse lebensgeschichtlicher Interviews (= Kulturwissenschaftliche Technikforschung, herausgegeben von Thomas Hengartner, Band 1), Chronos, Zürich 2007, 672 Seiten, ISBN 978-3-0340-0809-9.
- Hermann Franz Matthias Mutzenbecher. Ein Hamburger Versicherungsunternehmer (= Mäzene für Wissenschaft, Band 4), Hamburg: Hamburg University Press, Verlag der Staats- und Universitätsbibliothek Hamburg Carl von Ossietzky, Hamburg 2008, ISBN 978-3-937816-52-4, pdf.
- Die Brüder Augustus Friedrich und Gustav Adolph Vorwerk. Zwei Hamburger Kaufleute. (= Mäzene für Wissenschaft, Band 5), Hamburg: Hamburg University Press, Verlag der Staats- und Universitätsbibliothek Hamburg Carl von Ossietzky, Hamburg 2009, ISBN 978-3-937816-61-6, pdf.
- Ernst Friedrich Sieveking. Erster Präsident des Hanseatischen Oberlandesgerichts. (= Mäzene für Wissenschaft, Band 7) Hamburg: Hamburg University Press, Verlag der Staats- und Universitätsbibliothek Hamburg Carl von Ossietzky 2009, ISBN 978-3-937816-70-8, pdf.
- Berge, Meere, Klappersteine. Reiseskizzen in Aufzeichnungen, Erzählungen und Bildern 1966 - 1999. Berlin: AT Edition 2011, 195 Seiten, ISBN 978-3-89781-188-1.
- Hermann Blohm. Gründer der Werft Blohm & Voss. (= Mäzene für Wissenschaft, Band 10) Hamburg: Hamburg University Press, Verlag der Staats- und Universitätsbibliothek Hamburg Carl von Ossietzky 2011, ISBN 978-3-937816-85-2, pdf.
- Alles Liebe & Heil Hitler. Wie falsche Hoffnungen entstehen. Eine Familiengeschichte. Buchgestaltung: Carsten Kraemer. Berlin: Code Verlag 2012, ISBN 978-3-9815329-0-6. Ins Amerikanische übersetzt von Bergild Thyra Spickschen Neary unter dem Titel Through Difficult Times. The Life of Erich and Ursula Spickschen. Columbia (South Carolina): Positive Imaging, LLC. Cop. 2017. ISBN 9781944071325.
- Heinrich Freiherr von Ohlendorff. Ein Hamburger Kaufmann im Spiegel der Tagebücher seiner Ehefrau Elisabeth. (= Mäzene für Wissenschaft, Band 15) Hamburg: Hamburg University Press, Verlag der Staats- und Universitätsbibliothek Hamburg Carl von Ossietzky 2014, ISBN 978-3-943423-09-9, pdf.
- Julius Carl Ertel. Ein Hamburger Industrieller. (= Mäzene für Wissenschaft, Band 19) Hamburg: Hamburg University Press, Verlag der Staats- und Universitätsbibliothek Hamburg Carl von Ossietzky 2017, ISBN 978-3-943423-38-9, pdf.
- Georg Hermann Stoltz. Ein Kaufmann zwischen Hamburg und Brasilien. (= Mäzene für Wissenschaft, Band 21) Hamburg: Hamburg University Press, Verlag der Staats- und Universitätsbibliothek Hamburg Carl von Ossietzky 2018, ISBN 978-3-943423-64-8, pdf
- Zur Geschichte der Freiherr Bruno von Schröder Stiftung in Hamburg. Hamburg 2024. ISBN 978-3-00-078912-0